# Episodi di Gunsmoke (quarta stagione)
La quarta stagione della serie televisiva Gunsmoke è andata in onda negli Stati Uniti dal 13 settembre 1958 al 13 giugno 1959 sulla CBS.
| nº | Titolo originale        | Prima TV USA      | Titolo italiano | Prima TV Italia |
| -- | ----------------------- | ----------------- | --------------- | --------------- |
| 1  | Matt for Murder         | 13 settembre 1958 |                 |                 |
| 2  | The Patsy               | 20 settembre 1958 |                 |                 |
| 3  | Gunsmuggler             | 27 settembre 1958 |                 |                 |
| 4  | Monopoly                | 4 ottobre 1958    |                 |                 |
| 5  | Letter of the Law       | 11 ottobre 1958   |                 |                 |
| 6  | Thoroughbreds           | 18 ottobre 1958   |                 |                 |
| 7  | Stage Hold-Up           | 25 ottobre 1958   |                 |                 |
| 8  | Lost Rifle              | 1º novembre 1958  |                 |                 |
| 9  | Land Deal               | 8 novembre 1958   |                 |                 |
| 10 | Lynching Man            | 15 novembre 1958  |                 |                 |
| 11 | How to Kill a Friend    | 22 novembre 1958  |                 |                 |
| 12 | Grass                   | 29 novembre 1958  |                 |                 |
| 13 | The Cast                | 6 dicembre 1958   |                 |                 |
| 14 | Robber Bridegroom       | 13 dicembre 1958  |                 |                 |
| 15 | Snakebite               | 20 dicembre 1958  |                 |                 |
| 16 | Gypsum Hills Feud       | 27 dicembre 1958  |                 |                 |
| 17 | Young Love              | 3 gennaio 1959    |                 |                 |
| 18 | Marshal Proudfoot       | 10 gennaio 1959   |                 |                 |
| 19 | Passive Resistance      | 17 gennaio 1959   |                 |                 |
| 20 | Love of a Good Woman    | 24 gennaio 1959   |                 |                 |
| 21 | Jayhawkers              | 31 gennaio 1959   |                 |                 |
| 22 | Kitty's Rebellion       | 7 febbraio 1959   |                 |                 |
| 23 | Sky                     | 14 febbraio 1959  |                 |                 |
| 24 | Doc Quits               | 21 febbraio 1959  |                 |                 |
| 25 | The Bear                | 28 febbraio 1959  |                 |                 |
| 26 | The Coward              | 7 marzo 1959      |                 |                 |
| 27 | The F.U.                | 14 marzo 1959     |                 |                 |
| 28 | Wind                    | 21 marzo 1959     |                 |                 |
| 29 | Fawn                    | 4 aprile 1959     |                 |                 |
| 30 | Renegade White          | 11 aprile 1959    |                 |                 |
| 31 | Murder Warrant          | 18 aprile 1959    |                 |                 |
| 32 | Change of Heart         | 25 aprile 1959    |                 |                 |
| 33 | Buffalo Hunter          | 2 maggio 1959     |                 |                 |
| 34 | The Choice              | 9 maggio 1959     |                 |                 |
| 35 | There Never Was a Horse | 16 maggio 1959    |                 |                 |
| 36 | Print Asper             | 23 maggio 1959    |                 |                 |
| 37 | The Constable           | 30 maggio 1959    |                 |                 |
| 38 | Blue Horse              | 6 giugno 1959     |                 |                 |
| 39 | Cheyennes               | 13 giugno 1959    |                 |                 |

## Matt for Murder
- Prima televisiva: 13 settembre 1958
- Diretto da: Richard Whorf
- Scritto da: John Meston

### Trama
- Guest star: Elisha Cook, Jr. (scagnozzo), Bruce Gordon (Red Samples), Robert J. Wilke (Wild Bill Hickok)

## The Patsy
- Prima televisiva: 20 settembre 1958
- Diretto da: Richard Whorf
- Soggetto di: John Meston

### Trama
- Guest star: John Alderman (Dave Thorp), Peter Breck (Fly Hoyt), Martin Landau (Thorp), Jan Harrison (Holly Fanshaw), Ken Lynch (Jim Cavanaugh)

## Gunsmuggler
- Prima televisiva: 27 settembre 1958
- Diretto da: Richard Whorf
- Soggetto di: John Meston

### Trama
- Guest star: Sam Edwards (cowboy), Frank DeKova (Tobeel), Lou Krugman (Smuggler), Dabbs Greer (Wilbur Jonas), Paul Langton (maggiore Evans)

## Monopoly
- Prima televisiva: 4 ottobre 1958
- Diretto da: Seymour Berns
- Soggetto di: John Meston

### Trama
- Guest star: Robert Gist (Speegle), Clegg Hoyt (Bob Adams), J. Pat O'Malley (Joe Trimble), Harry Townes (Ivy)

## Letter of the Law
- Prima televisiva: 11 ottobre 1958
- Diretto da: Richard Whorf
- Soggetto di: John Meston

### Trama
- Guest star: Al Ruscio (Haley), Harold Stone (giudice Rambeau), Fred Kruger (Straker), Bartlett Robinson (Lee Sprague), Clifton James (Brandon Teek), Mary Carver (Sarah Teek)

## Thoroughbreds
- Prima televisiva: 18 ottobre 1958
- Scritto da: John Meston

### Trama
- Guest star: Walter Barnes (Burke), Dan Blocker (Keller), Ron Randell (Jack Portis)

## Stage Hold-Up
- Prima televisiva: 25 ottobre 1958
- Diretto da: Ted Post
- Soggetto di: John Meston

### Trama
- Guest star: John Anderson (Yermo), Charles Aidman (Verd), Sandy Kenyon (Green), Robert Brubaker (Jim Buck), Bob Morgan (Charley)

## Lost Rifle
- Prima televisiva: 1º novembre 1958
- Diretto da: Richard Whorf
- Scritto da: John Meston

### Trama
- Guest star: Lew Gallo (Joe Spangler), Tom Greenway (Will Gibbs), George Selk (Moss Grimmick), Paul Engle (Andy Spangler), Bert Rumsey (Sam il barista), Charles Bronson (Ben Tiple)

## Land Deal
- Prima televisiva: 8 novembre 1958
- Diretto da: Ted Post
- Soggetto di: John Meston

### Trama
- Guest star: Murray Hamilton (Jim Calhoun), Ross Martin (Keppert), Dennis Patrick (Trumbill), Nita Talbot (Sidna Calhoun)

## Lynching Man
- Prima televisiva: 15 novembre 1958
- Diretto da: Richard Whorf
- Scritto da: John Meston

### Trama
- Guest star: George MacReady (Charlie Drain), Robert Montgomery Jr. (Billy Drico), Chuck Hayward (Jake), Michael Hinn (Gil Mather), Bing Russell (Ed Shelby), O. Z. Whitehead (Hank Blenis), Charles H. Gray (Bob Gringle)

## How to Kill a Friend
- Prima televisiva: 22 novembre 1958
- Diretto da: Richard Whorf
- Scritto da: John Meston

### Trama
- Guest star: Philip Abbott (Ben Corder), Pat Conway (Toque Morlan), James Westerfield (Harry Duggan)

## Grass
- Prima televisiva: 29 novembre 1958
- Diretto da: Richard Whorf
- Scritto da: John Meston

### Trama
- Guest star: Chris Alcaide (Ned Curry), Philip Coolidge (Harry Pope), Charles Fredericks (Earl Brant)

## The Cast
- Prima televisiva: 6 dicembre 1958
- Diretto da: Jesse Hibbs
- Scritto da: John Meston

### Trama
- Guest star: Ben Carruthers (Rufe Tucker), Robert F. Simon (Shell Tucker)

## Robber Bridegroom
- Prima televisiva: 13 dicembre 1958
- Diretto da: Richard Whorf
- Scritto da: John Meston

### Trama
- Guest star: Frank Maxwell (conducente della diligenza), Jan Harrison (Laura Church), Dan Sheridan (Hank), Donald Randolph (Reeves), Burt Douglas (Jack Fitch), Clem Fuller (Joe), Tex Terry (Pete)

## Snakebite
- Prima televisiva: 20 dicembre 1958
- Diretto da: Ted Post
- Scritto da: John Meston

### Trama
- Guest star: Andy Clyde (Poney Thompson), Charles Maxwell (Walt Moorman), Warren Oates (Jed Hakes)

## Gypsum Hills Feud
- Prima televisiva: 27 dicembre 1958
- Diretto da: Richard Whorf
- Soggetto di: John Meston

### Trama
- Guest star: William Schallert (Alben Peavy), Hope Summers (Ellen Cade), Sam Edwards (Ben Cade), Albert Linville (Jack Cade), Anne Barton (Lize Peavy)

## Young Love
- Prima televisiva: 3 gennaio 1959
- Diretto da: Seymour Berns
- Scritto da: John Meston

### Trama
- Guest star: Wesley Lau (Rod Allison), Alden Chase (Enoch Miller), Joan Taylor (Anna Wheat), Jon Lormer (Jesse Wheat), Charles Cooper (Jim Box)

## Marshal Proudfoot
- Prima televisiva: 10 gennaio 1959
- Diretto da: Jesse Hibbs
- Soggetto di: Tom Hanley, Jr.

### Trama
- Guest star: Dabbs Greer (zio Wesley), Earl Parker (Ben), Howard Culver (Howie Uzzell), Charles Fredericks (Jack Pargo), George Selk (Moss Grimmick)

## Passive Resistance
- Prima televisiva: 17 gennaio 1959
- Diretto da: Ted Post
- Scritto da: John Meston

### Trama
- Guest star: Read Morgan (Joe Kell), Carl Benton Reid (Gideon Seek), Alfred Ryder (Hank Boyles)

## Love of a Good Woman
- Prima televisiva: 24 gennaio 1959
- Diretto da: Arthur Hiller
- Soggetto di: John Meston

### Trama
- Guest star: Kevin Hagen (Coney Thorn), Jacqueline Scott (Abby)

## Jayhawkers
- Prima televisiva: 31 gennaio 1959
- Diretto da: Andrew V. McLaglen
- Scritto da: John Meston

### Trama
- Guest star: Chuck Hayward (Studer), Jack Elam (Dolph Quince), Earl Parker (Snyder), Cliff Ketchum (cowboy), Lane Bradford (Jay), Ken Curtis (Phil Jacks), Brad Payne (cuoco)

## Kitty's Rebellion
- Prima televisiva: 7 febbraio 1959
- Diretto da: Jesse Hibbs
- Soggetto di: Marian Clark

### Trama
- Guest star: Barry McGuire (Billy Chris), Tom Greenway (Joe Hines), Richard Rust (Weeb), Addison Powell (Tal), Robert Brubaker (Jim Buck), Howard Culver (Howie Uzzell), Ben Wright (Whiskey Drummer)

## Sky
- Prima televisiva: 14 febbraio 1959
- Diretto da: Ted Post
- Soggetto di: John Meston

### Trama
- Guest star: Patricia Huston (donna), Charles P. Thompson (Clabe), Olive Blakeney (Ma Torvet), Allen Case (Billy Daunt), Linda Watkins (Frog-Mouth Kate), Roy Barcroft (Luke)

## Doc Quits
- Prima televisiva: 21 febbraio 1959
- Diretto da: Edward Ludlum
- Scritto da: John Meston

### Trama
- Guest star: Wendell Holmes (dottor Betchel), Fiona Hale (Mrs. Crumley), Bert Rumsey (Sam il barista), Bartlett Robinson (Jake Wirth), Jack Grinnage (Andy Wirth), Jack Younger (Cullen)

## The Bear
- Prima televisiva: 28 febbraio 1959
- Diretto da: Jesse Hibbs
- Scritto da: John Meston

### Trama
- Guest star: Russell Johnson (Harry Webb), Denver Pyle (Mike Blocker), Guy Wilkerson (Pete Wilkins), Norma Crane (Tilda), Grant Williams (Joe Plummer)

## The Coward
- Prima televisiva: 7 marzo 1959
- Diretto da: Jesse Hibbs
- Scritto da: John Meston

### Trama
- Guest star: John Close (Pete), House Peters, Jr. (Nat Swan), Barry Atwater (Ed Eby), James Beck (Jack Massey), William Phipps (Lou), Barney Phillips (Bill Pence), Sheldon Allman (Bill)

## The F.U.
- Prima televisiva: 14 marzo 1959
- Diretto da: Andrew V. McLaglen
- Scritto da: John Meston

### Trama
- Guest star: Joe Flynn (Onie Becker), Edward Faulkner (cowboy), Steve Raines (cowboy), Bert Freed (Al Clovis), Fay Roope (Mr. Botkin)

## Wind
- Prima televisiva: 21 marzo 1959
- Diretto da: Arthur Hiller
- Scritto da: John Meston

### Trama
- Guest star: Roy Engel (Jed Garvey), Dabbs Greer (Wilbur Jonas), Walter Burke (astante), George Douglas (uomo), Guy Teague (Norman), Robert Swan (John), Stephen Roberts (Hank), Mark Miller (Frank Paris), Allan Lurie (cantante), Whitney Blake (Dolly Varden)

## Fawn
- Prima televisiva: 4 aprile 1959
- Diretto da: Andrew V. McLaglen
- Scritto da: John Meston

### Trama
- Guest star: Joseph Kearns (Dobie), Robert Karnes (Jep Hunter), Peggy Stewart (Mrs. Philips), Robert Rockwell (Roger Philips), Charles Fredericks (Jack Band), Michael Gibson (Bert), Raymond Guth (Lou), Phil Harvey (Henry), Wendy Stuart (Fawn)

## Renegade White
- Prima televisiva: 11 aprile 1959
- Diretto da: Andrew V. McLaglen
- Soggetto di: John Meston

### Trama
- Guest star: Barney Phillips (Ord Spicer), Hank Patterson (Jake), Michael Pate (Wild Hog), Robert Brubaker (Jim Buck)

## Murder Warrant
- Prima televisiva: 18 aprile 1959
- Diretto da: Andrew V. McLaglen
- Scritto da: John Meston

### Trama
- Guest star: Mort Mills (Jake Harbin), Joseph Kearns (Dobie), Fay Roope (Mr. Botkin), Ed Nelson (Lee Prentice), George Selk (Moss Grimmick), Onslow Stevens (sceriffo Ben Goddard)

## Change of Heart
- Prima televisiva: 25 aprile 1959
- Diretto da: Andrew V. McLaglen
- Scritto da: John Meston

### Trama
- Guest star: Fay Roope (Mr. Botkin), Lucy Marlow (Bella Grant), James Drury (Jerry Cass), Ken Curtis (Briscoe Cass)

## Buffalo Hunter
- Prima televisiva: 2 maggio 1959
- Diretto da: Ted Post
- Scritto da: John Meston

### Trama
- Guest star: William Meigs (agente), Lou Krugman (Tom Mercer), Harold Stone (Jim Gatluf), Scott Stevens (Pete), Sam Buffington (Cook), Tom Holland (Alvin), Brett King (Duff), Garry Walberg (Tobe)

## The Choice
- Prima televisiva: 9 maggio 1959
- Diretto da: Ted Post
- Scritto da: John Meston

### Trama
- Guest star: Robert Brubaker (Jim Buck), Darryl Hickman (Andy Hill), Charles Maxwell (Kerrick), Tyler McVey, Dick Rich (Tough)

## There Never Was a Horse
- Prima televisiva: 16 maggio 1959
- Diretto da: Andrew V. McLaglen
- Scritto da: John Meston

### Trama
- Guest star: Jack Lambert (Kin Creed), Joseph Sargent (ubriaco), William Wellman, Jr. (Roy)

## Print Asper
- Prima televisiva: 23 maggio 1959
- Diretto da: Ted Post
- Scritto da: John Meston

### Trama
- Guest star: Ted Knight (Jay Rabb), Lew Brown (Will Asper), Robert Ivers (Johnny Asper), J. Pat O'Malley (Print Asper)

## The Constable
- Prima televisiva: 30 maggio 1959
- Diretto da: Arthur Hiller
- Scritto da: John Meston

### Trama
- Guest star: John Mitchum (Joe), Strother Martin (Dillard Band), Dan Sheridan (Dobie), Scott Peters (Pete), Joel Ashley (cowboy), Joseph Breen (Mike), William Bryant (cowboy), Robert Decost (Carl), Pitt Herbert (Green), Joseph Kearns (Mr. Botkin), John Larch (Rance), Victor Lundin (Hank), Lee Winters (Bob)

## Blue Horse
- Prima televisiva: 6 giugno 1959
- Diretto da: Andrew V. McLaglen
- Scritto da: John Meston

### Trama
- Guest star: Michael Pate (Blue Horse), Gene Nelson (Hob Cannon), Billy Murphy (tenente Eldridge), Monte Hale (sergente)

## Cheyennes
- Prima televisiva: 13 giugno 1959
- Scritto da: John Meston

### Trama
- Guest star: Eddie Little Sky (Warrior), Dennis Cross (Jim), Chuck Roberson (sergente Keller), Ralph Moody (Long Robe), Walter Brooke (capitano Nichols), Tom Brown (sindaco), Connie Buck (figlia), Edward G. Robinson Jr. (Brown)